# Bunyodkor-Stadion
Das Bunyodkor-Stadion (usbekisch Bunyodkor Stadioni) ist ein Fußballstadion in der usbekischen Hauptstadt Taschkent. Die Anlage bietet 34.000 Plätze, zu denen 2.000 Business-Sitze, 150 Presseplätze sowie 50 rollstuhlgerechte Plätze gehören. Es ist im Besitz des Fußballclubs Bunyodkor Taschkent. Neben Bunyodkor nutzt die usbekische Fußballnationalmannschaft die Spielstätte. Betrieben wird es vom nationalen Fußballverband Oʻzbekiston Futbol Federatsiyasi (UFF).

## Geschichte
Den Anstoß zur Errichtung des Stadions gab die Bewerbung für die U-20-Fußball-Weltmeisterschaft der Frauen 2012. Die FIFA vergab das Turnier am 3. März 2011 an Usbekistan, nachdem sich der eigentliche Gastgeber Vietnam aufgrund mangelnder Unterstützung seitens der Regierung von der Austragung zurückzog. Letztendlich aber fand die WM in Japan statt, da die FIFA Usbekistan am 18. Dezember 2011 das Turnier wegen logistischer und technischer Probleme wieder entzog.
Das Bunyodkor-Stadion wurde auf dem Grund des 1986 eröffneten MHSK Stadioni zwischen 2008 und 2012 errichtet. Für den Stadionentwurf ist das Architekturbüro GMP Architekten mit Sitz in Hamburg verantwortlich. Am Bau beteiligt waren u. a. die Unternehmen Max Bögl (Stadion) und Oberhofer Stahlbau (Dach und Fassade). 2010 kam es zu Verzögerungen. Der Grund dafür war der Bankrott des Investors Zeromax GmbH, der mit Gulnora Karimova, Tochter von Staatspräsident Islom Karimov, in Verbindung gebracht wird. Die Bauarbeiten konnten erst 2011 fortgesetzt werden.
Die doppelstöckigen Rängen sind mit Kunststoffsitzen in den Landesfarben Blau, Weiß und Grün bestuhlt. Die Dachkonstruktion mit 32.000 Quadratmeter Fläche ist mit einer Membran aus PVC-beschichteten Polyestergewebe (PES/PVC Typ III) bespannt. Die Fassade ist mit weiteren 10.200 Quadratmeter verkleidet. Die weiße Membran der Fassade kann in verschiedenen Farben beleuchtet werden. In der Eröffnungspartie standen sich am 28. September 2012 die Stadtrivalen Bunyodkor und Paxtakor in einem Freundschaftsspiel gegenüber.
Die Fußballarena ist Teil des 56 Hektar großen Sportkomplex Bunyodkor. Dazu zählen neben dem Stadion u. a. eine Fußballschule, sieben Trainingsplätze, ein Rehazentrum und ein Hotel mit Restaurantkomplex. Im Stadion befindet sich auch ein Museum zur Geschichte des usbekischen Fußballs. Die Spielstätte erfüllt alle Anforderungen der FIFA für internationale Spiele. Das erste offizielle Spiel im Bunyodkor-Stadion fand am 26. März 2013 statt. Beim Qualifikationsspiel der vierten Runde zur Fußball-Weltmeisterschaft 2014 trafen Usbekistan und der Libanon (1:0) aufeinander.